# Stratégie du concept phénoménal
 (mai 2021).
La stratégie du concept phénoménal (SCP, ou en anglais PCS pour phenomenal concept strategy), en philosophie de l'esprit, est une approche visant à adresser une réponse physicaliste aux arguments anti-physicalistes comme l’existence d’un fossé explicatif ou la possibilité logique des zombies philosophiques. Le nom de stratégie du concept phénoménal a été donné par Daniel Stoljar . Comme le dit David Chalmers, la SCP considère que le fossé explicatif se situe au niveau de la relation entre nos ‘’concepts’’ de processus physiques et notre ‘’concept’’ de conscience, plutôt qu’au niveau de la relation entre les processus physiques et la conscience eux-mêmes . L’idée est que si nous pouvons expliquer pourquoi nous ‘’pensons’’ qu’il y a un fossé explicatif, alors cela permet de désamorcer la tentation de questionner le physicalisme .

## Aperçu
Les défenseurs de la SCP peuvent généralement être regroupés sous ce que Chalmers a nommé « matérialisme de type-B » , qui postule qu’il existe un fossé épistémique mais pas ontologique entre la  physique et l’expérience subjective. La SCP maintient que nos concepts sont dualistes, mais que la réalité est quant à elle moniste, d’une manière similaire au fait que la « chaleur » et les « mouvements moléculaires » sont deux concepts différents qui font référence à la même propriété . Les concepts phénoménaux sont en revanche différents dans le sens où ils nous poussent à voir un fossé explicatif. La SCP suggère que les explications physicalistes « ne peuvent pas nous sembler satisfaisantes […] car les concepts utilisés dans le cadre d’explication physicalistes n’entrainent aucune application des concepts phénoménaux, concepts avec lesquels l’explicandum est caractérisé.